# Разун (Мазендеран)
Разун (перс. رزون) — село в Ірані, у дегестані Ларіджан-е Софла, у бахші Ларіджан, шагрестані Амоль остану Мазендеран. За даними перепису 2006 року, його населення становило 48 осіб, що проживали у складі 13 сімей.

## Клімат
Середня річна температура становить 9,95°C, середня максимальна – 25,14°C, а середня мінімальна – -6,59°C. Середня річна кількість опадів – 235 мм.
| Клімат поселення                              | Клімат поселення | Клімат поселення | Клімат поселення | Клімат поселення | Клімат поселення | Клімат поселення | Клімат поселення | Клімат поселення | Клімат поселення | Клімат поселення | Клімат поселення | Клімат поселення | Клімат поселення |
| Показник                                      | Січ.             | Лют.             | Бер.             | Квіт.            | Трав.            | Черв.            | Лип.             | Серп.            | Вер.             | Жовт.            | Лист.            | Груд.            |                  |
| Середній максимум, °C                         | 3,52             | 4,38             | 7,49             | 13,93            | 18,72            | 23,14            | 25,14            | 25,05            | 21,96            | 16,60            | 10,52            | 5,34             |                  |
| Середня температура, °C                       | −1,53            | −0,69            | 2,43             | 8,88             | 13,66            | 18,07            | 20,79            | 20,72            | 17,61            | 12,27            | 6,18             | 0,98             |                  |
| Середній мінімум, °C                          | −6,59            | −5,74            | −2,63            | 3,83             | 8,60             | 13,02            | 16,46            | 16,37            | 13,26            | 7,94             | 1,82             | −3,35            |                  |
| Норма опадів, мм                              | 27               | 28               | 40               | 29               | 26               | 8                | 6                | 4                | 5                | 19               | 20               | 23               |                  |
| Середньомісячна швидкість вітру, м/с          | 1.46             | 2.25             | 2.94             | 3.08             | 2.40             | 2.12             | 1.96             | 1.97             | 2.04             | 2.08             | 1.84             | 1.53             |                  |
| Середньомісячна сонячна радіація, кДж/м²·день | 9216             | 11752            | 14332            | 17704            | 21247            | 24879            | 24415            | 22557            | 19345            | 14305            | 10786            | 8756             |                  |
| --------------------------------------------- | ---------------- | ---------------- | ---------------- | ---------------- | ---------------- | ---------------- | ---------------- | ---------------- | ---------------- | ---------------- | ---------------- | ---------------- | ---------------- |
| Джерело:                                      |                  |                  |                  |                  |                  |                  |                  |                  |                  |                  |                  |                  |                  |